# Kainsbach (Happurg)
Kainsbach ist ein Gemeindeteil der Gemeinde Happurg im Landkreis Nürnberger Land (Mittelfranken, Bayern). Die Gemarkung Kainsbach hat eine Fläche von 10,034 km². Sie ist in 2159 Flurstücke aufgeteilt, die eine durchschnittliche Flurstücksfläche von 4647,65 m² haben. In ihr liegen neben dem namensgebenden Ort die Gemeindeteile Mosenhof, Reicheneck und Schupf.

## Lage
Das Kirchdorf Kainsbach gehört zum Naturraum Mittlere Frankenalb im Großraum Fränkische Alb. Das Areal schließt mit seiner nördlichen Hälfte das Kainsbachtal mit Kainsbach und dem Weiler Mosenhof ein, mit seiner südlichen Hälfte umfasst es in der Hauptsache eine Hochfläche mit mehreren Erhebungen, zwischen denen der Ort Schupf liegt.

## Geschichte
Kainsbach, bayrisch auch „Käischba“, liegt am gleichnamigen Bächlein, das in den Happurger See mündet. In einem Beleg aus dem Jahre 1139 kann man „Chunesbahc“ lesen. Das wiederum weist auf den Personennamen Chuoni, zu niederhochdeutsch Kuno hin. Somit deutet man die Entstehung des Ortsnamens mit Siedlung am Bach, der nach dem ersten Siedler benannt wurde. Andere behaupten, der Name Kainsbach leite sich von einem gewissen Geino oder Gagino ab. Ein Schloss über Kainsbach, das sich auf dem Schlossbühl befunden haben soll, gehörte ihm. Die Veste Reicheneck prägte lange Zeit das Leben des Ortes. Sie wurde 1323 von Kaiser Ludwig dem Bayern zerstört und mit ihr auch der Ort. 1807 wurde das Pflegeamt auf Reicheneck aufgelöst und die Burg verkauft und zerstört.
Am 1. Juli 1971 wurde das bis dahin selbständige Kainsbach in die Gemeinde Happurg eingegliedert.

## Natur

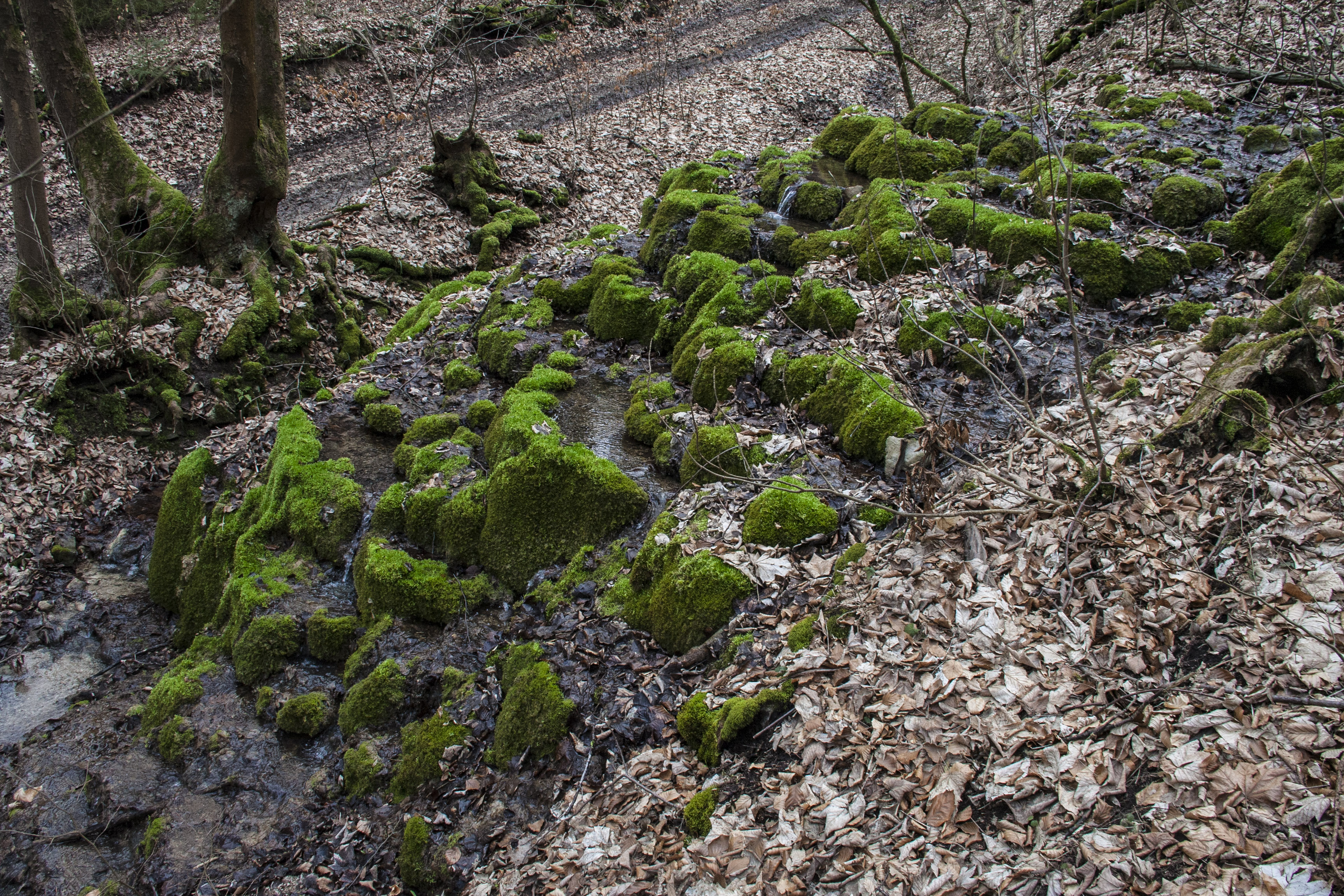
Kalktuffterrasse von Kainsbach

Etwa einen Kilometer westlich von Kainsbach liegt an einem Berghang die Kalktuffterrasse von Kainsbach. Diese Kalktuffterrasse ist als Geotop ausgewiesen.

## Höhenangaben
- Moß-Bühl (505 m ü. NHN hoch)
- Lander-Bühl (594 m ü. NHN hoch)
- Retz-Bühl (582 m ü. NHN hoch)
- Tiefster Punkt im Kainsbachtal: (366 m ü. NHN)

## Baudenkmäler
- St. Stephanus (Kainsbach)